# Momento de incertidumbre
Momento de Incertidumbre fue un ciclo televisivo argentino de telenovela del género terror, en formato de unitarios presentado y protagonizados por el actor italoargentino Rodolfo Ranni. El ciclo fue emitido en canal 13 durante el año 1985 y constó de una sola temporada de 17 episodios que fueron emitidos desde el 26 de enero al 18 de mayo de 1985 los sábados a las 22:00 hs. El 25 de mayo fue repetido el capítulo #2 "¿Donde esta Sandra?" y con ello terminó la emisión de la serie.  

## Producción
Con libro de Rodolfo Ledo, y la dirección de Eduardo Valentini, el ciclo contó con la participación de una gran elenco de destacadas figuras de la televisión y del cine argentino del momento. Algunos de los argumentos de los episodios eran adaptaciones inspiradas en temáticas de películas de misterio y series o libros de terror gótico. 
Cada episodio abría con un monólogo de Ranni donde expresaba a modo de prólogo "Usted sabe que está ahí y yo se que estoy aquí. Todo lo demás es incertidumbre"
La idea de los ejecutivos de canal 13 habría sido la de poner en pantalla un nuevo ciclo de películas de terror en el mismo horario de los sábados a las 22:00 hs. tratando de repetir con éxito la fórmula del ciclo "Viaje a lo inesperado" que se mantuvo en pantalla durante varios años, presentado por Narciso Ibáñez Menta.
El ciclo fue puesto al aire sin publicidad previa y si bien al comienzo en temporada de verano la audiencia no fue la que se esperaba, esta fue creciendo con los meses. Algunos críticos comentaron que frente a efectos especiales de baja calidad se contraponía la destacable actuación de Ranni y el resto del elenco que variaba capítulo a capítulo. Desatinadamente la producción no esperó a que el programa alcanzase la madurez necesaria como ciclo televisivo y durante el mes de mayo del mismo año lo cancelaron.

## Episodios

### Temporada 1 (1985)
| N.º | Título                             | Director          | Escritor(es) | en el aire            |
| --- | ---------------------------------- | ----------------- | ------------ | --------------------- |
| 1 | "¿Quién más vive en mi casa?"      | Eduardo Valentini | Rodolfo Ledo | 26 de enero de 1985   |
| Narra la historia de un hecho luctuoso ocurrido hace cuarenta años en una vieja casona. Dos parejas deciden pasar sus vacaciones en dicho lugar y comienzan a escuchar ruidos y muebles que se mueven, hasta que finalmente quedan encerrados. A partir de ese momento los veraneantes develarán el origen de los que sucede y cuál es la relación de cada uno con una comunicación que les llegará de la forma más inesperada. |                                    |                   |              |                       |
| 2 | "¿Dónde está Sandra?"              | Eduardo Valentini | Rodolfo Ledo | 2 de febrero de 1985  |
| El padre de una niña no se resigna a la muerte accidental de la pequeña, ocurrida en un accidente automovilístico. Desesperado por el dolor consulta a una vidente que le dice que su hija se ha reencarnado en otra pequeña. De allí en más las cosas se complican notablemente pues él está decidido a localizarla utilizando todos los medios posibles. Este episodio es una adaptación de la película Audrey Rose protagonizada por Anthony Hopskin. |                                    |                   |              |                       |
| 3 | "La muerte me habla"               | Eduardo Valentini | Rodolfo Ledo | 9 de febrero de 1985  |
| A raíz de un paro cardíaco, un hombre tiene una visión de la vida después de la muerte. Al recuperarse, comprueba que ha quedado con la facultad de conocer los pensamientos de sus familiares. Allí comprueba que su mujer y uno de sus amigos son amantes e intentan asesinarlo. |                                    |                   |              |                       |
| 4 | "El último infierno"               | Eduardo Valentini | Rodolfo Ledo | 16 de febrero de 1985 |
| Un hombre secuestra a su cuñada (María Bosch) obedeciendo las órdenes de su madre muerta (Lydia Lamaison), en un esquema muy parecido al de la película "Psicosis" con la madre" de Norman Bates. Durante todo el episodio aparecen imágenes de la "madre" cuestionando la honestidad de la joven interpretada por Bosch y de las mujeres en general diciéndole permanentemente la frase "matala". En la escena final, la joven cree que llegó por fin a rescatarla su novio (Marcelo Alfaro), hermano del personaje interpretado por Ranni, pero éste la mata clavándole un cuchillo y ambos terminan hablando acerca de su madre. |                                    |                   |              |                       |
| 5 | "El hombre que vió su muerte"      | Eduardo Valentini | Rodolfo Ledo | 25 de febrero de 1985 |
| El padre de una familia disfuncional que vive en una casa en el medio del campo, comienza a ver en un televisor en desuso, imágenes de cómo él, su esposa (Stella Maris Closas) y su madre (Hilda Bernard) van a morir. Aunque este trata de impedir que las predicciones en el aparato televisivo se cumplan, nada puede hacer para evitar el trágico final de ellos. En determinado momento él descubre que la casa alverga en un oculto pasadizo el cuerpo de un niño (interpretado por Sergio Longobardi) que había sido asesinado en la misma y cuyo espíritu se cobraría venganza contra los conflictivos nuevos propietarios, saliendo ileso únicamente de las fantasmales muertes, el único hijo de la familia, encarnado por un joven Pablo Rago, que padece de autismo y durante todo el episodio permanece en silencio tallando una estatuilla de madera. Este capítulo posiblemente este inspirado en uno de los episodios titulados "el televisor", de la serie "Historias para no dormir" aunque se trata de una versión más escalofriante y dentro de una temática más similar a la posterior película "La llamada (The Ring)". |                                    |                   |              |                       |
| 6 | "Pesadilla de a dos"               | Eduardo Valentini | Rodolfo Ledo | 2 de marzo de 1985    |
| Un matrimonio vive en una forma absolutamente normal, hasta que un día él comienza a darse cuenta de que alguien más se encuentra en la casa. El extraño personaje, que solo ellos ven, comienza a perseguirlos y llega un momento en que la gente comienza a creelos locos |                                    |                   |              |                       |
| 7 | "Los muertos gozan de buena salud" |                   |              | 9 de marzo            |
| Enrique es un joven que pensó salvar su angustiosa situación económica casándose con Elsa Dorsi, una gran concertista que lo dobla en edad. La muerte de la mujer será su salvación, pero la llegada de un íntimo amigo hará precipitar los acontecimientos y comenzará una lucha entre asesinar o ser asesinado |                                    |                   |              |                       |
| 8 | "El oficial alemán"                | Eduardo Valentini | Rodolfo Ledo | 16 de marzo de 1985   |
| |                                    |                   |              |                       |
| 9 | "¿Quién es Elena?"                 | Eduardo Valentini | Rodolfo Ledo | 23 de marzo de 1985   |
| |                                    |                   |              |                       |
| 10 | "Herencia diabólica"               | Eduardo Valentini | Rodolfo Ledo | 30 de marzo de 1985   |
| |                                    |                   |              |                       |
| 11 | "Juegos macabros"                  | Eduardo Valentini | Rodolfo Ledo | 6 de abril            |
| Un matrimonio va a vivir con sus dos hijos a una vieja casa del siglo pasado, sin sospechar la tragedia sufrida por los anteriores ocupantes en el altillo del inmueble. Precisamente ese lugar es utilizado por los niños para sus juegos, de donde se hace difícil desplazarlos. Los padres se preocupan porque sus hijos se refieren permanentemente a dos nuevos amiguitos a los que primero consideraban producto de la fantasía infantil pero luego los hechos demostrarán lo contrario |                                    |                   |              |                       |
| 12 | "El tren fantasma"                 | Eduardo Valentini | Rodolfo Ledo | 13 de abril de 1985   |
| Dos matrimonios han llegado a ser amigos y hasta socios de la misma empresa. Pero los esposos, detrás de la felicidad aparente de sus vidas conyugales, esconden un terrible designio: asesinar a sus esposas. Para ello, se preparan cuidadosamente alquilando los servicios de delincuentes. Pero algo extraño sucede, y los muertos que aparecen no son los que ellos esperaban. Este capítulo fue parcialmente filmado en las instalaciones del antiguo parque de diversiones Italpark. |                                    |                   |              |                       |
| 13 | "Ensayo de muerte"                 | Eduardo Valentini | Rodolfo Ledo | 20 de abril de 1985   |
| Este episodio constituye una versión adaptada del cuento de Edgar Allan Poe "El entierro prematuro" también versionada en la serie Thriller de Boris Karloff. |                                    |                   |              |                       |
| 14 | "El monstruo no ha muerto"         | Eduardo Valentini | Rodolfo Ledo | 27 de abril de 1985   |
| En un museo de ciencias naturales, de alguna manera se ha traído a la vida a un rudimentario cavernícola encarnado por Ranni, que comienza a cometer una serie de raptos y asesinatos. |                                    |                   |              |                       |
| 15 | "El regreso de Oscar Weimer"       | Eduardo Valentini | Rodolfo Ledo | 4 de mayo de 1985     |
| La policía encuentra el cadáver de una mujer a la que le ha sido extraída toda la sangre. Esto hace pensar en la aparición de un vampiro, quien a medida que transcurre el tiempo, aumenta el número de víctimas. El personaje del vampiro era interpretado por Ranni. |                                    |                   |              |                       |
| 16 | "Venganza cerebral"                | Eduardo Valentini | Rodolfo Ledo | 11 de mayo de 1985    |
| A raíz de la horrorosa muerte de su padre, Cecilia va a vivir con su padrino Eduardo. La llegada de ésta no es grata para algunos de los integrantes de la familia, quienes comienzan a ser asesinados misteriosamente |                                    |                   |              |                       |
| 17 | "El éxito de una muerte"           | Eduardo Valentini | Rodolfo Ledo | 18 de mayo de 1985    |
| Un escritor le presenta a su editor una obra que este último rechaza. El novelista trata de rehacer el proyecto, pero inesperadas apariciones intentarán impedírselo |                                    |                   |              |                       |

## Elenco recurrente
- Rodolfo Ranni
- María Bosch
- María Ibarreta
- Lydia Lamaison
- Nora Massi
- Cristina Murta
- Max Berliner
- Hilda Bernard
- Lucrecia Capello
- Stella Maris Closas
- Roberto Dairiens
- Golde Flami
- Cristina Tejedor
- Perla Santalla
- Elena Tasisto
- Susana Lantieri
- Silvia Merlino
- Ricardo Lavié
- Roberto Mosca[12][11][13]